# Banshu
Banshu är en köping i östra Kina. Den ligger i Jingde härad i staden Xuancheng i provinsen Anhui, omkring 220 kilometer sydost om provinshuvudstaden Hefei. Antalet invånare är 8 990. Befolkningen består av 4 162 kvinnor och 4 828 män. Barn under 15 år utgör 10,0 %, vuxna 15-64 år 75 %, och äldre över 65 år 13,0 %.